# Maria La Baja
Maria La Baja est une municipalité située dans le département de Bolívar, en Colombie.